# Lucas Saatkamp
Lucas Saatkamp (* 6. März 1986 in Colinas) ist ein brasilianischer Volleyballspieler.

## Karriere
Saatkamp spielte in seiner Schulzeit zunächst Basketball. Als sein College-Team den Sponsor verlor, wechselte er zum Volleyball. 2004 begann er seine professionelle Karriere beim Sport Club Ulbra. Im folgenden Jahr wurde er mit den brasilianischen Junioren in Indien Weltmeister. 2006 debütierte der Mittelblocker in der A-Nationalmannschaft, die die Weltliga gewann. 2007 wechselte Saatkamp zu Cimed Florianópolis. Mit dem Verein gelang ihm der Pokalsieg und die Brasilianer verteidigten den Titel in der Weltliga. In den folgenden drei Jahren wurde er mit Cimed dreimal brasilianischer Meister. Die Nationalmannschaft schaffte 2009 den doppelten Triumph in der Weltliga und bei der Südamerikameisterschaft. 2010 reiste Brasilien als erneuter Weltliga-Sieger zur Weltmeisterschaft in Italien und gewann dort den Titel durch einen Finalsieg gegen Kuba. 2010/11 spielte Saatkamp eine Saison bei Volei Futuro. Mit dem brasilianischen Team unterlag er 2011 im Finale der Weltliga, wurde aber erneut Südamerikameister. Anschließend wechselte er zu seinem heutigen Verein RJX Rio de Janeiro. Bei den Olympischen Spielen 2012 in London gewann er mit Brasilien die Silbermedaille.